# NGC 3071
NGC 3071 (również PGC 28825) – galaktyka soczewkowata (S0), znajdująca się w gwiazdozbiorze Lwa. Odkrył ją Johann Palisa 10 marca 1886 roku.